# Chryzostom (Sawwatos)
Chryzostom, imię świeckie Chrisostomos Sawwatos (ur. 1961 w Peristeri) – grecki duchowny prawosławny, od 2007 metropolita Mesenii i Metonii.

## Życiorys
Święcenia diakonatu przyjął 10 lipca 1988, a prezbiteratu 8 listopada 1991. Chirotonię biskupią otrzymał 18 marca 2007.
W czerwcu 2016 r. uczestniczył w Soborze Wszechprawosławnym na Krecie.